# Futbol 7 (esport adaptat)
|  | Per a altres significats, vegeu «Futbol 7». |

El futbol 7 és una modalitat de futbol 7 jugada als Jocs Paralímpics, que es practica entre dos equips de 7 jugadors.

## Regles de joc
El futbol 7 està organitzat per 17 lleis o regles, les quals s'utilitzen universalment, encara que, dintre d'aquestes,es permeten algunes modificacions per a facilitar el desenvolupament del futbol femení, infantil i sènior. Encara que les regles estan clarament definides, existeixen algunes diferències en les aplicacions de les mateixes segons diferents aspectes. Per exemple, segons la regió futbolística on es desenvolupa el joc, com a Anglaterra, els àrbitres destaquen per ser més permissius amb les faltes o infraccions, reduint així el nombre d'expulsions o amonestacions, mentre que en altres zones, com a Espanya o Sud-amèrica, les faltes són castigades amb targetes més sovint.
Les regles de joc estan fixades per la International Football Association Board, organisme integrat per la FIFA i les quatre associacions del Regne Unit (The Football Association, Scottish Football Association, Football Association of Wales, Irish Football Association). Per a aprovar una modificació en les normes, calen els vots de la FIFA i de 2 de les associacions del Regne Unit.

### Terreny de joc

Terreny de joc(amb les mides del futbol 11)

El futbol 7 es juga a un terreny de gespa natural o artificial amb una forma rectangular. Les dimensions permeses del camp són de 75 x 75 metres. Les dues línies situades al llarg del terreny de joc reben el nom de línies de banda, mentre que les altres dues són anomenades línies de fons. El terreny és dividit per la meitat per la línia central.
Al centre de cada línia de fons i endinsant-se en el terreny de joc, es troben les àrees de penal, les àrees de meta i les porteries. Les porteries estan formades per dos pals verticals, separats entre ells. Les parts superiors dels pals són unides, mitjançant la creueta, per un barra blanca horitzontal, anomenada travesser.
Les àrees de penal són àrees rectangulars situades davant de les porteries.

### Inici del joc
Cada un dels equips està format per 7 jugadors. Durant el partit es poden canviar aquests jugadors per uns altres, anomenats suplents, amb un màxim de recanvis segons la competició. Un dels jugadors al terreny de joc ha de ser el porter. Està permès que un porter i un altre jugador de l'equip s'intercanviïn la posició durant el partit, sempre amb el consentiment de l'àrbitre i durant una interrupció del matx.
Cada jugador ha de portar la indumentària bàsica, formada per una samarreta o jersei, uns pantalons curts, mitges, canyelleres sota les mitges i un calçat adequat. Els colors de la indumentària d'ambdós equips i les dels porters han de ser clarament diferenciables. Els capitans han de portar alguna marca identificadora per a ser cridats per l'àrbitre quan sigui necessari, generalment un braçalet.
Es juga amb una pilota de forma esfèrica. Aquesta ha de ser de cuir o un altre material adequat. La seva circumferència ha de ser entre 68 i 70 centímetres. Els jugadors poden tocar i moure la pilota amb qualsevol part del seu cos excepte els braços. El porter té la possibilitat d'utilitzar qualsevol part del seu cos, però només dins de la seva àreea, àssat el penal, a fora d'aquesta àreea no podrà tocar la pilota amb els braços.
Cada partit estarà controlat per un àrbitre principal designat per l'organització de la competició en qüestió, sent l'autoritat màxima del partit i l'encarregat de fer complir les regles de joc. Totes les decisions de l'àrbitre són definitives. Només ell pot modificar una decisió, sempre que no s'hagi reprès el joc o el partit hagi finalitzat. A més tindrà a la seva disposició dos àrbitres assistents o liniers per a ajudar-lo en la presa de decisions. Té també un quart àrbitre a la seva disposició que és qui el corrobora, i a més controla els suplents i el cos tècnic. El quart àrbitre a més indica les substitucions i l'augment del temps reglamentari.
Per a començar el partit, un o més jugadors d'un equip mouran la pilota des del punt mitjà de la línia central, moment en què començarà a córrer el temps reglamentari. Aquesta situació es dona a l'equip contrari al començament de la segona meitat. També es dona després de cada gol, on l'equip que el rep executa el servei.

### Resultat
L'objectiu del joc és anotar més gols que el rival. Es considera que un equip ha marcat un gol quan s'introdueix la pilota per complet entre els pals verticals i per sota del travesser de la porteria rival, sempre que no s'hagi comès una infracció de les regles de joc prèviament. El gol és l'única forma d'aconseguir punts al futbol. Si els dos equips marquen la mateixa quantitat de gols, el partit es considera empatat.
En molts casos, quan el partit finalitza amb empat, s'ha de buscar alguna manera perquè un dels dos equips sigui considerat vencedor del partit, i per aconseguir-ho existeixen diferents mecanismes. Si un partit finalitza amb empat, es pot jugar una pròrroga o temps extra, que generalment consta de dos temps, de 15 minuts cada un, on es continua el partit inicial. A més, existeixen dos formes en les quals la pròrroga finalitza abans del temps previst: el gol d'or i el gol de plata, encara que aquests mecanismes han estat abandonats en els darrers anys.
Si el partit continua amb empat, un altre mecanisme és l'anomenada tanda de penals, consistent en executar alternativament llançaments des del punt de penal, fins a executar 5 cada equip. Si passat aquests 10 penals executats continua la igualtat en el marcador, es continuaran executant un penal per equip fins que s'aconsegueixi un guanyador.
En algunes competicions es considera un altre mecanisme de desempat previ a la pròrroga o els penals: els gols dels visitants. Si en finalitzar els dos partits cap equip va superar l'altre en gols a favor, es compta la quantitat de gols aconseguits per cada equip en el partit que va jugar com a visitant. Si un equip va marcar més gols com a visitant en finalitzar els dos partits, serà el guanyador de l'eliminatòria, però si persisteix la igualtat també en els gols com a visitant, es procedeix a la pròrroga o penals. Un exemple d'aquest sistema són les fases eliminatòries de la Lliga de Campions de la UEFA.

### Faltes i represa del joc

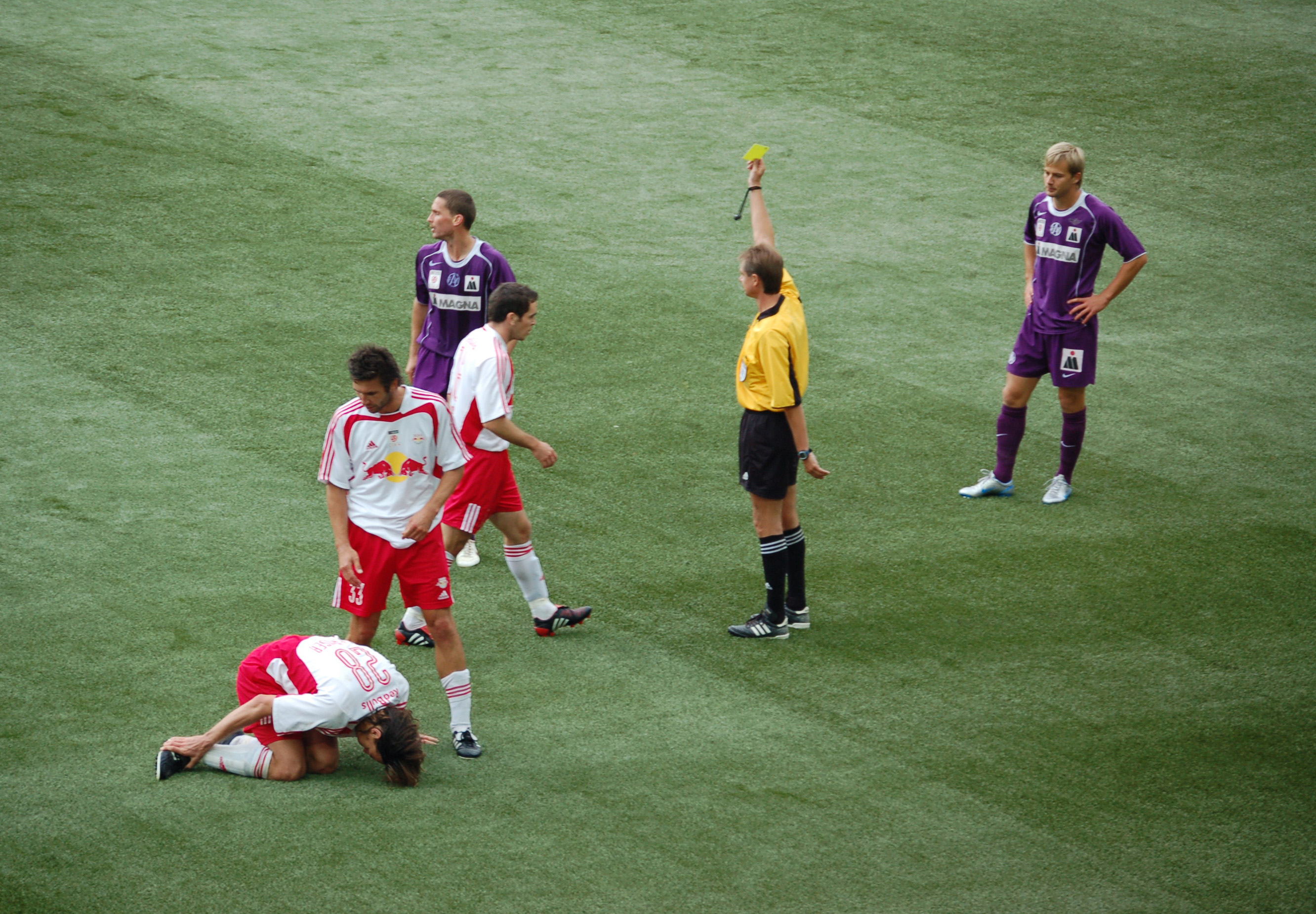
L'àrbitre anomestarà a un jugador quan aquest cometi una infracció castigada amb targeta.

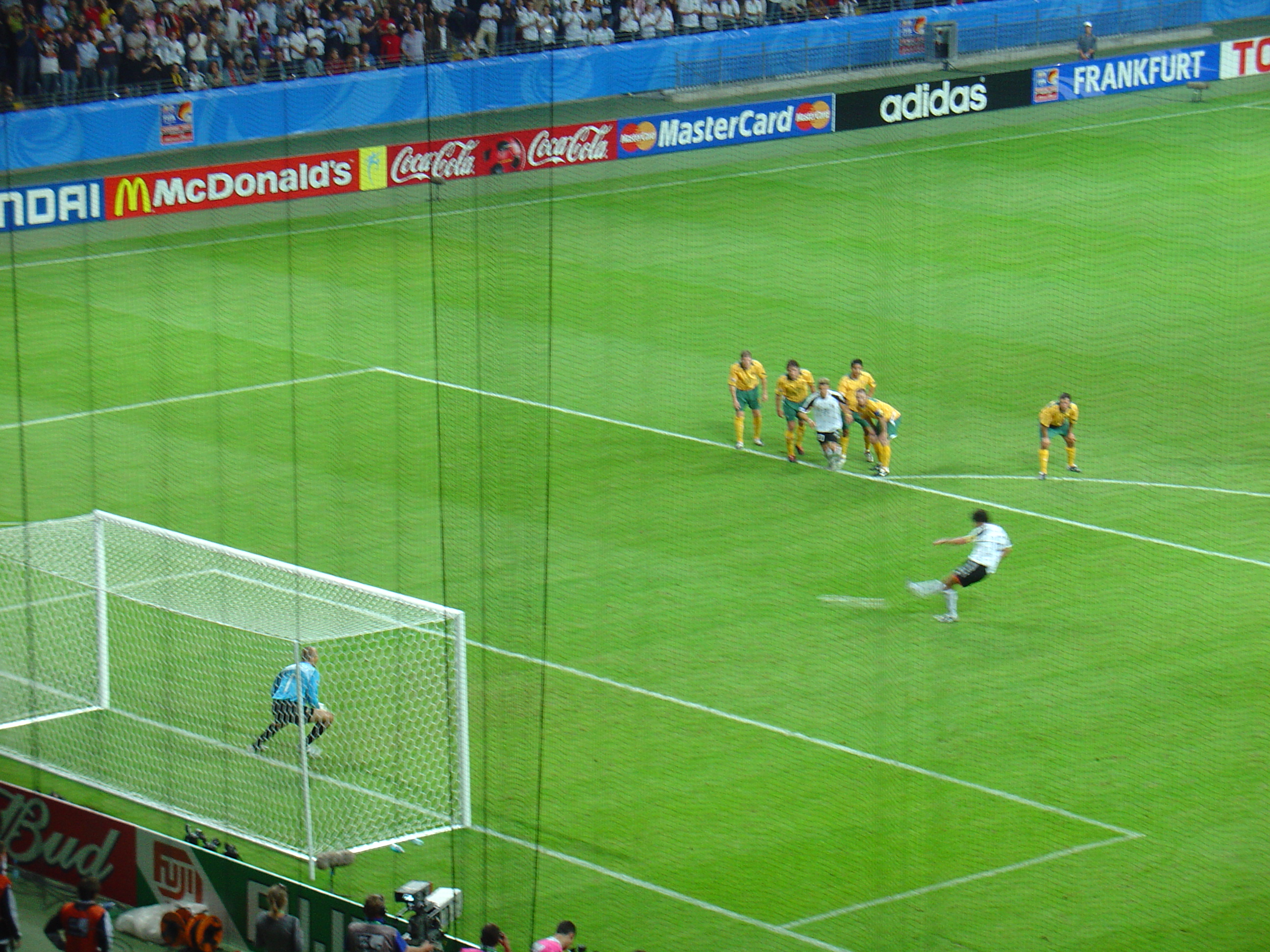
Les faltes en l'àrea se sancionen amb penal.

Cada vegada que un jugador intenti colpejar a un altre, l'empenti, el retingui per a obtenir un avantatge, l'escupi o toqui la pilota amb els braços (excepte el porter a l'àrea de penal), l'àrbitre assenyalarà un tir lliure directe a favor de l'equip que no va cometre la infracció, que s'executarà des del lloc on es va cometre. Si va passar dins l'àrea de penal pròpia, independentment de la posició de la pilota i si la pilota estava en joc, se senyalarà un penal en contra de l'equip infractor.
Si el jugador juga de forma perillosa, obstaculitza a un adversari o impedeixi al porter treure la pilota amb les seves mans, se senyalarà un tir lliure indirecte a favor de l'equip que no va cometre la infracció, que s'executarà des del lloc on es va cometre. A més se senyalarà tir lliure indirecte si el porter manté la pilota en les seves mans durant més de 6 segons. També se senyalarà tir lliure indirecte si un defensor passa la pilota al porter amb les cames (un defensa pot passar la pilota al porter amb qualsevol part del cos menys de la cintura cap aball).
Un jugador pot ser mereixedor de rebre una targeta groga (amonestació) o vermella (expulsió), si comet una infracció de les especificades al reglament. Si un jugador rep una targeta vermella, serà expulsat del terreny de joc i no podrà ser substituït per un altre. Si un jugador rep dues targetes grogues en el mateix partit, rebrà una targeta vermella i serà expulsat. Les targetes són un mecanisme de fer complir les regles del joc per part dels jugadors.
Si la pilota surt fora del terreny de joc per la línia de fons, després de ser tocada per un jugador de l'equip defensor, es concedeix un servei de córner a l'equip rival. Si l'últim jugador en tocar-la pertany a l'equip atacant, es concedeix un servei de porta a l'equip defensor. Si la pilota surt fora del camp per una de les línies de banda, es concedeix un servei de banda a l'equip que no va tocar la pilota per darrer cop.